# Аль-Мубаррад
Абу́ль-Абба́с Муха́ммад ибн Язи́д ибн Абд аль-А́кбар, известный как аль-Муба́ррад (Басра, 826 — Багдад, 898) — один из ярких представителей басрийской школы грамматики, лингвист, мастер красноречия, знаток арабского языка, автор одной из полнейших книг по арабскому языкознанию — книги «аль-Камиль».

## Биография
Аль-Мубаррад родился в Басре в 826 году. Обучался у самых выдающихся ученых того времени в своем родном городе и в Куфе. Его длительная полемика с «завистником» из Куфы — Са’лабом — вылилась в традиционное соперничество басрийской и куфийской школы грамматики.
Большинство трудов аль-Мубаррада связано с наследием знаменитого Сибавейхи. Критические замечания в адрес «Книги» Сибавейхи в основном были необоснованным, да и сам аль-Мубаррад говорил:

Ни одна из наук не имеет подобной книги. Кто владеет ею, может обойтись без прочих [грамматических] трудов.
— Flugel Die grammatischen Schulen, s. 94—95
Благодаря образцовому научному аппарату в виде обширной библиотеки и штата секретарей аль-Мубаррад смог привлечь для своих трудов огромную массу филологического материала. Аль-Мубаррад умер, окружённый всеобщим почётом, в 898 году в Багдаде.